# Сеймик Подкарпатского воеводства
Сеймик Подкарпатского воеводства — представительный орган местного самоуправления Подкарпатского воеводства. Состоит из 33 членов, избирательных на региональных выборах каждые пять лет.
Сеймик избирает из своего состава Исполнительный совет, Председателя Сеймика, его заместителей и маршала воеводства.
Собрания Сеймика проходят в Жешуве.

## Избирательные округа

Карта повятов Подкарпатского воеводства

| Номер округа | Кол-во мандатов | Города на правах повята, входящие в округ | Повяты, входящие в округ                                             |
| ------------ | --------------- | ----------------------------------------- | -------------------------------------------------------------------- |
| 1            | 7               | Жешув                                     | Ланьцутский, Лежайский, Жешувский                                    |
| 2            | 6               |                                           | Дембицкий, Мелецкий, Ропчицко-Сендзишувский, Стшижувский             |
| 3            | 6               | Тарнобжег                                 | Тарнобжегский, Кольбушовский, Нисковский, Сталёвовольский            |
| 4            | 6               | Перемышль                                 | Перемышльский, Ярославский, Любачувский, Пшеворский                  |
| 5            | 8               | Кросно                                    | Кросненский, Бещадский, Бжозувский, Лесковский, Санокский, Ясленский |

## Результаты выборов

### I созыв (1998-2002)
|  | Партия                           | Количество мандатов |
|  | -------------------------------- | ------------------- |
|  | Избирательная Акция Солидарность | 31                  |
|  | Союз демократических левых сил   | 10                  |
|  | Социальный Альянс                | 8                   |
|  | Патриотическое движение «Родина» | 1                   |
|  | Всего                            | 50                  |

### II созыв (2002-2006)
|  | Партия                                      | Количество мандатов |
|  | ------------------------------------------- | ------------------- |
|  | Лига польских семей                         | 9                   |
|  | Подкарпатье вместе                          | 7                   |
|  | Союз демократических левых сил — Уния труда | 6                   |
|  | Польская народная партия                    | 6                   |
|  | Самооборона Республики Польша               | 5                   |
|  | Всего                                       | 33                  |

### III созыв (2006-2010)
|  | Партия                        | Количество мандатов |
|  | ----------------------------- | ------------------- |
|  | Право и Справедливость        | 15                  |
|  | Польская народная партия      | 7                   |
|  | Гражданская платформа         | 7                   |
|  | Лига польских семей           | 2                   |
|  | Левые и Демократы             | 1                   |
|  | Самооборона Республики Польша | 1                   |
|  | Всего                         | 33                  |

### IV созыв (2010-2014)
|  | Партия                         | Количество мандатов |
|  | ------------------------------ | ------------------- |
|  | Право и Справедливость         | 15                  |
|  | Гражданская платформа          | 7                   |
|  | Польская народная партия       | 7                   |
|  | Союз демократических левых сил | 4                   |
|  | Всего                          | 33                  |

### V созыв (2014-2018)
|  | Партия                   | Количество мандатов |
|  | ------------------------ | ------------------- |
|  | Право и Справедливость   | 19                  |
|  | Польская народная партия | 9                   |
|  | Гражданская платформа    | 5                   |
|  | Всего                    | 33                  |

### VI созыв (2018-2023)
|  | Партия                   | Количество мандатов |
|  | ------------------------ | ------------------- |
|  | Право и Справедливость   | 25                  |
|  | Гражданская коалиция     | 5                   |
|  | Польская народная партия | 3                   |
|  | Всего                    | 33                  |